# Omro (condado de Winnebago, Wisconsin)
Omro es un pueblo ubicado en el condado de Winnebago en el estado estadounidense de Wisconsin. En el Censo de 2010 tenía una población de 2.116 habitantes y una densidad poblacional de 23,05 personas por km².

## Geografía
Omro se encuentra ubicado en las coordenadas 44°1′50″N 88°42′0″O / 44.03056, -88.70000. Según la Oficina del Censo de los Estados Unidos, Omro tiene una superficie total de 91.79 km², de la cual 83.83 km² corresponden a tierra firme y (8.67%) 7.96 km² es agua.

## Demografía
Según el censo de 2010, había 2.116 personas residiendo en Omro. La densidad de población era de 23,05 hab./km². De los 2.116 habitantes, Omro estaba compuesto por el 98.53% blancos, el 0.43% eran afroamericanos, el 0.09% eran amerindios, el 0.09% eran asiáticos, el 0% eran isleños del Pacífico, el 0.28% eran de otras razas y el 0.57% pertenecían a dos o más razas. Del total de la población el 2.17% eran hispanos o latinos de cualquier raza.